# Lenguas nung
Las lenguas nung son un grupo de lenguas tibetano-birmanas poco documentadas y de clasificación dudosa dentro de la familia.

## Clasificación

### Lenguas de la familia
La lista de lenguas nung es la siguiente:
- Drung (Dulong, Derung)
- Răwang
- Nung
- Norra

Todas estas lenguas se hablan en Yunna y norte de Birmania. Las lenguas llamadas en China Ālóngy Ruòruò podrían ser también lenguas del subgrupo nung. Matisoff conjeturí una relación entre las lenguas nung y el lenguas kachin-lui, pero ni van Driem (2001) ni Thurgood y La Polla (2003) han podido aportar pruebas convicentes.

## Comparación léxica
Los numerales en diferentes lenguas nung son:
| GLOSA | Drung (Trung) | Anong (Nung) | Rawang      | PROTO- NUNG |
| ----- | ------------- | ------------ | ----------- | ----------- |
| '1'   | tĭʔ55         | tʰi33        | tʰĭʔ        | *tʰiʔ       |
| '2'   | ɑ31ni55       | a31ȵi55      | əni53       | *ə-ȵi       |
| '3'   | ɑ31sɯm53      | a31sɔm53     | əʃɯm31      | *ə-sɔm      |
| '4'   | ɑ31bli53      | bɹi31        | əbi31       | *ə-b-li     |
| '5'   | pɯ31ŋɑ53      | pʰã31        | pʰəŋwɑ31    | *p-ŋa       |
| '6'   | kɹŭʔ55        | kuŋ55        | ətɕʰuʔ kruʔ | *kruʔ       |
| '7'   | sɯ31ɲĭt55     | sɿ31ȵi55     | ʃəŋɯt       | *s-nit      |
| '8'   | çɑ̆tʴ55        | ɕɛn55        | əʃat        | *ɕ(j)at     |
| '9'   | dɯ31ɡɯ53      | dɯ31ɡɯ31     | dəɡɯ31      | *d-ɡɯ       |
| '10'  | ti55tsɑ̆l55    | tʰi31 tsʰa55 | tʰiʔ sɛ53   | *tʰi tsʰa-  |